# Équipe de République dominicaine féminine de handball
Dernière mise à jour : 26 septembre 2020.
L'équipe de République dominicaine de handball féminin représente la fédération dominicaine de handball lors des compétitions internationales, notamment aux tournois olympiques et aux championnats du monde.

## Palmarès

### Parcours auxchampionnats du monde
- 2007 : 22e place
- 2013 : 23e place

### Parcours auxchampionnats panaméricains
- 2003 : 6e place
- 2005 : 5e place
- 2007 :  3e place
- 2009 : 4e place
- 2011 : 6e place
- 2013 :  3e place
- 2015 : non qualifié
- 2017 : 8e place

### Jeux d'Amérique centrale et des Caraïbes
- 2018 (en) :  Vainqueur

### Championnat d'Amérique du Nord et des Caraïbes
- 2017 :  3e place
- 2019 : 4e place